# Asparagus neglectus
Asparagus neglectus — вид рослин із родини холодкових (Asparagaceae).

## Біоморфологічна характеристика
Це дводомна трава. Стебло майже прямовисне, голе, злегка смугасте, густо розгалужене. Лускоподібний листок 5–7 мм, яйцювато-ланцетоподібний. Кладодії в пучках по 7–25, ниткоподібні, 5–12(17) × ≈ 0.3 мм. Квіток обох статей по 1–2 у вузлі. Чоловіча квітка: оцвітина 5–7 мм. Жіноча квітка: оцвітина ≈ 3 мм. Ягода червона, у діаметрі ≈ 6 мм; насіння 1–3. Період цвітіння: травень.

## Середовище проживання
Ареал включає східний Сибір, Афганістан, Казахстан, Киргизстан, Монголія, Пакистан, Таджикистан, Туркменістан, Узбекистан, Західні Гімалаї (Індія), північний Сіньцзян (Китай).